# Maximilian von Renouard
Friedrich Ludwig Maximilian von Renouard (* 4. Januar 1797 in Ansbach; † 9. August 1883 in Berlin) war ein preußischer Generalmajor.

## Leben

### Herkunft
Maximilian war ein Sohn des preußischen Generalmajors Johann Jeremias von Renouard (1742–1810) und dessen zweiter Ehefrau Elisabeth Lucie Auguste, geborene von Witzleben (1761–1830). Seine Schwester Charlotte (1798–1828) war mit dem General der Kavallerie Alexander Adolf von Hirschfeld (1787–1858) verheiratet.

### Militärkarriere
Renouard besuchte zunächst das Berliner Kadettenhaus und wurde am 16. Januar 1813 als Sekondeleutnant im Normal-Infanterie-Bataillon angestellt, aus dem Mitte Juni 1813 das 2. Garde-Regiment zu Fuß hervorging. Während der Befreiungskriege kämpfte er in den Schlachten bei Großbeeren und Paris, wo er den Orden der Heiligen Anna III. Klasse erwarb.
Nach dem Krieg stieg Renouard bis Mitte März 1822 zum Kapitän und Kompaniechef auf und wurde Ende März 1836 zum Major befördert. In dieser Eigenschaft erhielt er Mitte Mai 1842 Orden der Heiligen Anna II. Klasse ausgezeichnet und am 31. März 1846 avancierte er zum Oberstleutnant. Am 24. Juli 1847 beauftragte man ihn zunächst mit der Führung des 20. Landwehr-Regiments in Berlin und ernannte ihn am 13. Januar 1848 zum Regimentskommandeur. In gleicher Eigenschaft wurde Renouard am 16. April 1848 in das 23. Infanterie-Regiment nach Neisse versetzt sowie am 8. Mai 1849 zum Oberst befördert. Am 10. Oktober 1850 erfolgte seine Ernennung zum Kommandeur der ebenfalls in Neiße stationierten 12. Landwehr-Brigade. Dazu wurde er am 24. Oktober 1850 dem 23. Infanterie-Regiment aggregiert. Ende April wurde die Landwehr-Brigade aufgelöst und zur 23. Infanterie-Brigade umgebildet. Renouard fungierte weiterhin als Kommandeur des Großverbandes und am 22. März 1853 zum Generalmajor befördert. Am 20. Mai 1854 nahm er seinen Abschied mit Pension und wurde am 22. April 1858 mit Pension zur Disposition gestellt.
Anlässlich der Krönung von König Wilhelm I. wurde Renouard am 18. Oktober 1861 der Rote Adlerorden II. Klasse mit Eichenlaub verliehen. Er starb am 9. August 1883 in Berlin und wurde am 13. August 1883 auf dem Garnisonsfriedhof in der Hasenheide beigesetzt.
In seiner Beurteilung im Jahr 1847 schrieb der Prinz von Preußen: „Zu seiner praktischen Brauchbarkeit treten Geistesanlagen, Kenntnisse und großer Eifer, so daß er bei jeder Gelegenheit und bei jedem ihm übertragenem Geschäft Umsicht und erfolgreiches Benehmen beweist, Wird sich zur Beförderung außer der Tour eignen.“

### Familie
Renouard heiratete am 6. August 1822 in Berlin Karoline von Bernuth (1802–1888), eine Tochter des Geheimen Oberfinanzrates Johann Ludwig von Bernuth. Das Paar hatte mehrere Kinder:
- Maximilian (1823–1898), preußischer Oberst a. D. ⚭ 1864 Marie von Massow (* 1841) aus dem Hause Rohr[2]

- Adelheid (* 1826)
- Alfred (1828–1863), preußischer Hauptmann und Kompaniechef im 2. Garde-Regiment zu Fuß
- Ludwig (1832–1878), Landwirt
- Mathilde (* 1834) ⚭ 1864 Ernst Hoche (1819–1879), Pastor in Bretleben, Eltern von Alfred Hoche
- Hermann (1845–1871), preußischer Sekondeleutnant